# Smiid
Smiid (auch: Smyth Island) ist eine winzige Insel in Somalia. Sie gehört politisch zu Jubaland.

## Geographie
Die Insel liegt direkt vor der Küste der Halbinsel Kuwaajuule, zusammen mit Matunga-iyo-Baaba, Bishikaani, Salooto Feerde und Seerbeenti gehört sie zu den nördlichsten Inseln der Bajuni-Inseln.
Östlich von Smiid liegt an einem zweiten Riffsaum die einzelne Insel Koordaada.

## Klima
Als Klima herrscht heißes Steppenklima mit Monsuneinfluss.